# 吳範
吳範（2世紀—226年），字文則，會稽上虞人。三國時東吳官員，擅長術數。與劉惇、趙達、嚴武、曹不興、皇象、宋壽和鄭嫗合稱東吳「八絕」。

## 生平
吳範以治曆數、知風氣而聞名於會稽郡。被推舉而準備到洛陽，因為全國混亂而不能成行。
随后投靠陶谦，任扬州从事，曾替陶谦征辟赵昱。
孫權崛起，統一江東，吳範於是入仕東吳，每當有災禍或祥瑞，都會作出預言及解釋，而因為他的說話多數都準確，所以聞名於當世。
建安十二年（207年），孫權要攻打黃祖，吳範說：「今茲少利，不如明年，明年戊子，荊州劉表亦身死國亡。」孫權最後還是出兵，不能攻克。次年再次出兵，到尋陽時吳範察看風氣，立刻要軍隊加速，到江夏果然擊破黃祖，黃祖逃亡。孫權擔心黃祖逃脫，吳範說：「未遠，必生禽祖。」至五更時果然擒獲黃祖。不久劉表逝世，荊州被瓜分。
建安十七年（212年），吳範說：「歲在甲午（214年），劉備當得益州。」後來呂岱從蜀地回來，在白帝城遇上刘备，回来說劉備部眾離落，只得半死，不可能攻取益州，孫權於是不相信吳範所言。最終在建安十九年（214年），益州牧劉璋投降，劉備奪得益州。
孫權和呂蒙圖謀襲取關羽鎮守的荊州，其他臣子多數都說不可行，孫權問吳範卻說可以，其後吳軍亦成功襲取。後來關羽敗走麥城並且請降，吳範又說他只是詐降，及至潘璋阻截遲了，吳範又說明天太陽正中之時就可捕獲關羽，後來果然如此。
後來孫權與魏國修好，吳範說：「以風氣言之，彼此貌來，其實有謀，宜為之備。」而劉備發動戰爭屯兵夷陵，吳範則說：「後當和親。」及後魏國對吳發動洞口之戰，而蜀漢則因伐吳戰敗，在劉備病逝後不久，派鄧芝來與東吳和好。
孫權後來任命吳範為騎都尉，領太史令。孫權亦多次詢問他意見，然而吳範視其術數技能為秘密，擔心透露一切給孫權知道之後會被罷職，遂總是不將最重要的事情告訴孫權，但亦因此使孫權憎恨他。後來論功行賞，原本要封吳範為亭侯，但孫權因為恨他秘藏術數技能，於是在詔命宣告前將吳範的名字劃去。
黃武五年（226年），吳範病逝，因長子早死，而幼子還年幼，吳範的技能從此失傳。

## 人物性格
- 《三國志》寫吳範「為人剛直，頗好自稱」，但對於親近的人卻很盡心。魏滕和吳範交好，一次魏滕犯錯令孫權大怒，明言誰勸諫都要死，吳範仍然冒死去營救，在孫權面前聲淚俱下，叩頭流血，最終令孫權饒恕魏滕。

## 相关文献
- 《三國志·吳書·吳範傳》

## 延伸阅读
[在维基数据编辑]
 《三國志/卷63》，出自陳壽《三國志》